# Calvoa grandifolia
Espèce
Calvoa grandifolia est une espèce de plantes à fleurs de la famille des Melastomataceae et du genre Calvoa, endémique de Sao Tomé-et-Principe.